# 雋逸生活
雋逸生活是香港房屋協會推出全新的長者屋計劃，在北角前丹拿山邨及天水圍濕地公園路合共提供近1,600個非資助單位，單位面積約為500至1,300平方呎；北角丹拿山項目預計會於2015年初入伙。
租客需繳交一筆入住租金，另加每月管理費，費用則視乎長者年齡及單位大小，以74歲長者租住10年期小型單位為例，一筆過約要繳付300萬元，若長者在租住期間離世或退租，可獲退還部份款項。

## 網站
香港房屋協會在2012年2月7日宣布設立「雋逸生活」富貴長者屋計劃的服務平台網站，網站內包括丹拿山及濕地公園路長者屋項目的消息，亦有其他關於長者生活的文章。而年滿55歲人士可登記成會員，透過此平台獲得長者屋項目的其他資訊。